# Греар, Валери Клеман Октав
Валери Клеман Октав Греар (фр. Valéry Clément Octave Gréard; 1828—1904) — французский писатель и педагог; член Французской академии.

## Биография
Октав Греар получил высшее образование в Высшей нормальной школе; был преподавателем литературы и риторики.
В 1865 году Греару, назначенному инспектором Парижского учебного округа, поручено было управление элементарными городскими школами, а в 1872 году на него возложено высшее заведование делами по начальному обучению в министерстве народного просвещения.
В 1874 году академия нравственных и политических наук присудила ему премию «как лицу, наиболее содействовавшему своими усилиями распространению начального образования». Три года спустя, на съезде представителей школьного дела, министр народного просвещения Жюль Ферри назвал Греара «первым преподавателем Франции».
В 1879 году он был поставлен во главе Парижского учебного округа; его энергии и умению много обязано широкое развитие школьного дела во Франции как в области начального, так и в области среднего и высшего образования.
В 1886 году Валери Клеман Октав Греар был избран членом Французской академии.

## Сочинения
В числе написанного Греаром — «De la Morale de Plutarque» (5 изд. 1892); «L’Enseignement secondaire des filles» (1883); «L’Education des femmes par les femmes» (3 изд., 1890), «Edmond Scherer» (1891); «Lettres d’Héloïse et Abélard» (2 изд., 1875); «Précis de littérature» (9 изд., 1887).
Греар издал также ряд ценных материалов по истории образования во Франции: «La législation de l’instruction primaire» (2 изд., 1889); «Rapports sur l’enseignement primaire à Paris et dans le département de la Seine» (3 изд., 1879); «Education et instruction, embrassant renseignement primaire, secondaire et supérieur» (2 изд., 1889).